# Joel Bergvall
Joel Bergvall (* 8. März 1973 in Järfälla, Stockholms län, Schweden) ist ein schwedischer Filmproduzent, Drehbuchautor, Filmeditor, Kameramann und Filmregisseur.

## Leben
Bergvall drehte 1998 zusammen mit  Simon Sandquist den Kinderfilm Victor. Bei dem Kurzfilm wirkte er als Regisseur, Drehbuchautor, Kameramann, Editor und Tontechniker. Der Film wurde auf dem Uppsala International Short Film Festival als Bester Kinderfilm ausgezeichnet und war im darauf folgenden Jahr für den Oscar in der Kategorie Bester Kurzfilm nominiert. Bergvall war zum Zeitpunkt der Oscar-Nominierung 25 Jahre alt. 2002 entstand, erneut zusammen mit Simon Sandquist, der Thriller Invisible – Gefangen im Jenseits. Der Film wurde auf dem Filmfest Hamburg mit der Goldenen Tesafilm Rolle ausgezeichnet, 2007 entstand eine Hollywood-Neuverfilmung unter dem Titel Unsichtbar – Zwischen zwei Welten. Bergvall zog in die Vereinigten Staaten, wo er ein weiteres Mal an der Seite von Simon Sandquist die Regie beim Mystery-Thriller Possession – Die Angst stirbt nie mit Sarah Michelle Gellar führte. Er arbeitet seither hauptsächlich als Kameramann, Filmeditor und Produzent für das US-amerikanische Fernsehen.

## Filmografie (Auswahl)

### Regie
- 1998: Victor (auch Kamera, Drehbuch, Schnitt)
- 2002: Invisible – Gefangen im Jenseits (Den osynlige) (auch Kamera, Schnitt)
- 2009: Possession – Die Angst stirbt nie (Possession)

### Schnitt
- 2014: Little Women: LA (Fernsehserie)
- 2014–2015: Married at First Sight (Fernsehserie)

### Produktion
- 2010: Shark Fights: The Countdown
- 2012: WMMA: Fighting for a Better World
- 2014–2015: The Taste (Fernsehserie)

### Kamera
- 2000: Tod auf See (Hassel/Förgörarna)
- 2012: Top Gear USA (Fernsehserie)

## Auszeichnungen
- 1998: Auszeichnung als Bester Kinderfilm beim Uppsala International Short Film Festival für Victor
- 1999: Oscar-Nominierung in der Kategorie Bester Kurzfilm für Victor
- 2002: Goldene Tesafilm Rolle für Invisible – Gefangen im Jenseits